# Kōki Yonekura
Kōki Yonekura (jap. 米倉 恒貴, Yonekura Kōki; * 17. Mai 1988 in Chiba, Präfektur Chiba) ist ein japanischer Fußballspieler.

## Karriere

### Verein
Yonekura begann mit dem Fußballspiel während seiner Grundschulzeit beim Verein Nishikonakadai FC, war dann während der Mittelschule beim FC Chiba Nanohana und spielte schließlich für die Mannschaft seiner Yachiyo-Oberschule. Nach seinem Schulabschluss wurde er vom damaligen Erstligisten JEF United Ichihara Chiba verpflichtet, wo er am 30. Juni 2007 sein Debütspiel hatte. 2014 wechselte er zu Gamba Osaka. Hier stand er bis Ende 2019 unter Vertrag. 2019 wurde er an den Zweitligisten JEF United Ichihara Chiba aus Ichihara ausgeliehen. Nach der Ausleihe wurde er von JEF Anfang 2020 fest verpflichtet.

### Nationalmannschaft
Yonekura war 2007 Mitglied der japanischen U-20-Fußballnationalmannschaft und debütierte 2015 für die japanische Fußballnationalmannschaft der Herren. Mit der japanischen Nationalmannschaft qualifizierte er sich für die Fußball-Ostasienmeisterschaft 2015.

## Erfolge
Gamba Osaka
- Japanischer Meister: 2014
- Japanischer Pokalsieger: 2014
- Japanischer Ligapokalsieger 2014
- Japanischer Supercupsieger: 2015